# 妙應寺 (岡山市)
妙應寺（みょうおうじ）は、岡山県岡山市北区岩井にある日蓮宗の寺院。山号は峰林山。旧本山は大本山本圀寺(六条門流)、生師法縁。

## 歴史
応永年間（1394年－1428年）創建。寛政2年（1790年）2月24日に大火が類焼し伽藍が全焼したが、寛政9年（1797年）には諸堂が復興された。昭和12年（1937年）都市計画で寺の北側が道路となり庫裡を移転。昭和20年（1945年）6月29日の岡山大空襲で蕃神堂と山門を残し焼失した。移転前の本堂は昭和33年（1958年）に再建されたもの。平成27年（2015年）、区内富田町の岡山地方裁判所前から現在の関西高校北の市内を一望する高台へと移転した。その際、山門・番神堂・公徳大善神は移転し、本堂・客殿・庫裡は新たに建立した。同年5月6日に落慶式が執り行われた。

## 境内
本堂、客殿、庫裏、山門、番神堂、公徳大善神堂

## 文化財
- 司馬江漢山水図（岡山市指定文化財）[2]

## 歴代
- 小林是泰

## 関連資料
- 日蓮宗新聞2015年（平成27年）5月6日付